# Sönke Iwersen
Sönke Iwersen (* 9. April 1971 in Hamburg) ist ein deutscher Journalist und arbeitet als Ressortleiter für das Handelsblatt. Das unter seiner Leitung aufgebaute Investigativ-Team erhielt zahlreiche Auszeichnungen, unter anderem den Deutschen Reporter:innenpreis 2020 sowie drei Wächterpreise (2012, 2015, 2019). Iwersen wurde mit dem Kurt-Tucholsky-Preis 2017 und dem Henri-Nannen-Preis 2013 geehrt.

## Leben und Wirken
Iwersen ist der Sohn eines Malers und einer Kinderkrankenschwester. 1984 begann er, als Zeitungsjunge für das Hamburger Abendblatt zu arbeiten. Mitte 1987 ging er für ein Schüler-Austauschjahr in die USA. Nach seiner Rückkehr arbeitete er neben der Schule für den wissenschaftlichen Verlag Dr. Kovač in Hamburg. Iwersen ist verheiratet und hat drei Kinder.
Seine Journalistenlaufbahn begann Iwersen im Sportressort. Er verfasste für deutsche, britische und US-amerikanische Medien vor allem Artikel über Basketball. Bevor er im Jahr 2000 in die Journalistenschule Axel Springer in Hamburg aufgenommen wurde, schrieb er über Sport und Wirtschaftsthemen, u. a. für Frankfurter Allgemeine Zeitung, die Berliner Zeitung und das Hamburger Abendblatt. 2002 wurde er Wirtschaftsredakteur bei der Stuttgarter Zeitung. In Stuttgart war er für die Konsumgüterbranche zuständig. Mit zahlreichen Exklusivgeschichten beschrieb er den Niedergang des Schuhkonzerns Salamander. Bundesweite Aufmerksamkeit erregten seine Hintergrundberichte über den Mini-Lok-Hersteller Märklin und die ständigen Vorstandswechsel beim Roboterbauer IWKA.
2006 wechselte Iwersen zum Handelsblatt. Seine erste große Geschichte handelte von Susanne Birkenstock, die deutschlandweit als Erfolgsmanagerin gefeiert wurde. Iwersen zeigte, dass Birkenstocks Firma insolvent war und nie mehr als zwei Mitarbeiter beschäftigte.
2008 berichtete Iwersen als erster Journalist über den Spitzel-Skandal der Deutschen Bahn. Zudem berichtete Iwersen über spektakuläre Fälle wie im Jahr 2010 gemeinsam mit seinem Handelsblatt-Kollegen Jürgen Flauger über den Teldafax-Skandal (wofür sie den Georg von Holtzbrinck Preis für Wirtschaftspublizistik erhielten), und im Jahr 2011 über den Sex-Party-Skandal in der Versicherungsgruppe Ergo, ausgezeichnet mit dem deutschen Journalistenpreis 2011. Der Bericht stieß eine große Debatte um Moral in der Wirtschaft aus und führte zur kompletten Neuordnung des Vertriebs bei der Ergo. Die Budapest-Affäre wurde später Teil der Ausstellung „Schamlos? Sexualmoral im Wandel“ im Haus der Geschichte. Des Weiteren recherchierte und berichtete Iwersen über Vertriebszahlungen der Debeka-Versicherung an so genannte Tippgeber in der Beamtenschaft. Ebenfalls berichtete er über den Fördergeld-Skandal um den deutschen Solarhersteller Q Cells. In dieser Sache wurde anschließend in Sachsen-Anhalt ein Untersuchungsausschuss eingesetzt.
2014 übernahm Iwersen die Chefredaktion der Handelsblatt Live App mit 15 Redakteuren in Deutschland, den USA und Japan. Später wurde Handelsblatt Live in die Gesamtredaktion integriert. Seit 2012 leitet Iwersen das von ihm aufgebaute Investigativ-Ressort, das unter seiner Leitung zahlreiche Auszeichnungen erhielt.
2015 versuchte der Finanzinvestor Peter Löw vergeblich, Iwersen für dessen Berichterstattung über Löws Insidergeschäfte in Haft zu bringen.
Iwersens Artikel über Misswirtschaft und Korruption beim niederländischen Baukonzern Imtech führten Untersuchungen zu der Staatsanwaltschaft und der Kartellbehörden. Der verantwortliche deutsche Imtech-Manager wurde später zu 47 Monaten Haft verurteilt.
2016 enthüllte Iwersen unbekannte Details über den Fluchtweg von Edward Snowden. Seine Reportage erregte weltweite Aufmerksamkeit. 2017 erhielt Iwersen dafür den Kurt-Tucholsky-Preis für literarische Publizistik.
Außerdem verfasste Iwersen zahlreiche Berichte über das Steuersparmodell Cum-Ex. Dazu gehörten Enthüllungen über den britischen Investmentbanker Sanjay Shah, der allein den dänischen Staat um 1,6 Milliarden Euro geschädigt haben soll. Shah ist inzwischen in Deutschland und Dänemark angeklagt.
Für seine Reportage über ein Rüstungsgeschäft von Airbus wurde er gemeinsam mit Kollegen im Jahr 2018 mit dem Hugo-Junkers-Preis ausgezeichnet.
2018 berichtete Iwersen gemeinsam mit seinem Handelsblatt-Kollegen Felix Holtermann über Misswirtschaft beim größten deutschen virtuellen Börsengang der Envion AG. Wie die Schweizer Börsenaufsicht FINMA später feststellte, war die Gesellschaft illegal tätig und hatte Aufsichtsrecht schwer verletzt.
Iwersen berichtete auch umfangreich über den deutschen Dieselskandal und erhielt dafür 2019 den Friedrich Vogel Preis.
Im November 2019 sorgte Iwersens Titelgeschichte über eine deutsche Nazi-Vergangenheit für weltweite Aufmerksamkeit. Der bekannte Unternehmensberater Roland Berger hatte jahrelang behauptet, sein Vater Georg sei Opfer der Nationalsozialisten. Ein von Iwersen geführtes Team zeigte, dass Georg Berger 13 Jahre Mitglied der Nationalsozialistischen Deutschen Arbeiterpartei war, als oberster Finanzchef der Hitler-Jugend arbeitete und 1937 von Adolf Hitler zum Ministerialrat ernannt wurde. Später leitete er Generaldirektor ein „arisiertes“ Unternehmen in Wien und wohnte in einer von ihren jüdischen Eigentümern beschlagnahmten Villa. Das Thema wurde weltweit aufgegriffen, unter anderem berichteten The Economist, die New York Times und der Guardian. Iwersen erhielt für diese Recherche 2020 den Deutschen Reporter:innenpreis.
Gemeinsam mit Michael Verfürden legte er 2025 einen Enthüllungsbuch über den Autobauer Tesla vor.

## Auszeichnungen (Auswahl)
- 2010: Friedrich Vogel-Preis für Wirtschaftsjournalismus, für eine Reportage über den Unternehmer Lars Windhorst[29]
- 2011: Deutscher Journalistenpreis, für den Bericht Herr Kaiser auf Lustreise über den Sex-Party-Skandal innerhalb der Ergo Versicherungsgruppe[30]
- 2011: Georg von Holtzbrinck Preis für Wirtschaftspublizistik, für die Aufdeckung des Teldafax-Skandals[31] (zusammen mit Jürgen Flauger)
- 2011: Wirtschaftsjournalist des Jahres des Fachmagazins Wirtschaftsjournalist[32]
- 2012: Journalismuspreis Gravenbrucher Kreis (zusammen mit Fabian Gartmann) für den Artikel Ladenschluss im Handelsblatt über den Unternehmer Anton Schlecker[33]
- 2012: Wächterpreis der deutschen Tagespresse (zusammen mit Martin Buchenau und Jürgen Flauger) für die Berichterstattung über die Geschäfte des baden-württembergischen Ministerpräsidenten Stefan Mappus und des Investmentbankers Dirk Notheis[34]
- 2013: Henri-Nannen-Preis in der Kategorie Dokumentation (zusammen mit Fabian Gartmann), für den Artikel Ladenschluss im Handelsblatt über den Unternehmer Anton Schlecker[35]
- 2015: Wächterpreis der deutschen Tagespresse (zusammen mit Jan Keuchel), für seine Artikel über die Justizaffäre rund um den Laborunternehmer Bernd Schottdorf[36]
- 2016: Wirtschaftsjournalist des Jahres des Fachmagazins Wirtschaftsjournalist, Kategorie Finanzen (zusammen mit Yasmin Osman und Volker Votsmeier)[37]
- 2017: Kurt-Tucholsky-Preis für literarische Publizistik für seine Reportage über die Schutzengel von Edward Snowden im Handelsblatt[3][38]
- 2017: Sigma Delta Chi Awards, Society of Professional Journalist (USA), für die englische Version seiner Reportage über die Schutzengel von Edward Snowden in der Handelsblatt Global Edition[39]
- 2018: Hugo-Junkers-Preis (zusammen mit Markus Fasse, Mona Fromm, Thomas Hanke, Martin Murphy, Hans-Peter Siebenhaar und Volker Votsmeier), für den Artikel Wir führen mal wieder Kleinkrieg im Handelsblatt über ein Rüstungsgeschäft von Airbus[40]
- 2019: Wächterpreis der deutschen Tagespresse (zusammen mit René Bender, Markus Fasse, Mona Fromm, Jan Keuchel, Alina Liertz, Stefan Menzel, Martin Murphy und Volker Votsmeier), für die Berichterstattung zum Dieselskandal im Handelsblatt[41]
- 2019: Deutscher Journalistenpreis, Kategorie „Vermögensverwaltung“, für den Bericht Chaos im Krypto-Reich über den Envion-Skandal. Mit Felix Holtermann.[42]
- 2019: Friedrich-Vogel-Preis für Wirtschaftsjournalismus, Kategorie „Print“, für einen Report über das Kontrollversagen von Volkswagen in der Dieselaffäre. Mit René Bender, Jan Keuchel und Volker Votsmeier.[25]
- 2020: Deutscher Reporter:innenpreis, Kategorie „Investigation“, für eine Titelgeschichte über die Nazi-Vergangenheit des Vaters von Roland Berger. Mit Andrea Rexer, Marina Cveljo, Hans-Peter Siebenhaar und Isabelle Wermke.[43]

## Veröffentlichungen
- mit Jürgen Flauger: Die große Strom-Abzocke. Der Teldafax-Skandal und was Verbraucher daraus lernen können. Epubli, Berlin 2014, ISBN 978-3-8442-8519-2.
- mit Michael Verfürden: Die Tesla-Files. Enthüllungen aus dem Reich von Elon Musk. C. H. Beck, München 2025, ISBN 978-3-406-83015-0.